# Kora (sztuka)

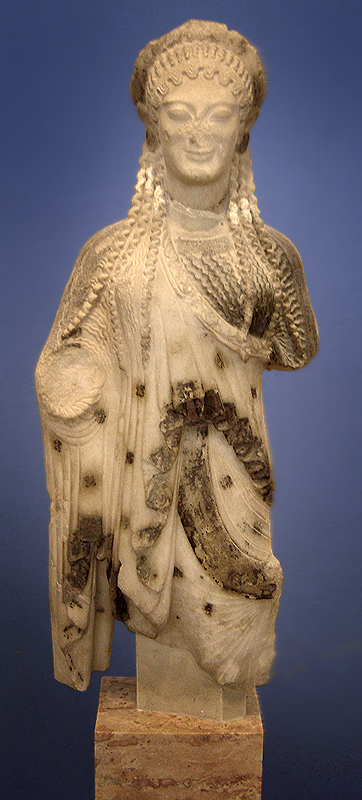
Kora z Akropolu w typie jońskim (ok. 525 r. p.n.e.)

Kora (stgr. κόρη kore – dziewczyna; lm. korai) – w sztuce Grecji okresu archaicznego najstarszy typ greckiego posągu kobiecego, wyobrażający stojącą dziewczynę w długich szatach, często z owocem, kwiatem lub ptakiem w ręku; żeński odpowiednik kurosa.

## Cechy charakterystyczne
Rzeźba wykonywana była z wapienia, marmuru lub porosu. Artyści  starannie opracowywali szczegóły stroju i uczesania, które podkreślali polichromowaniem, a wyraz twarzy przedstawiali z charakterystycznym archaicznym uśmiechem. Posągi te miały prawdopodobnie charakter portretowy, ich cechy fizjonomii, stroje, uczesanie są zróżnicowane.

Kory były darami wotywnymi składanymi w świątyniach. Greczynki dedykowały je m.in. bogini Herze lub Atenie. Wyjątkowo  miały przeznaczenie sepulkralne.

W budowlach jońskich pełniły funkcję podpór architektonicznych tzw. kariatyd, zastępując kolumny np. w skarbcu Syfnijczyków w Delfach lub w ganku Erechtejonu w Atenach.

## Najbardziej znane
- Kora z Berlina, ok. 570 r. p.n.e. – w zbiorach Antikensammlung Berlin (od 2011 roku w Starym Muzeum w Berlinie)[4]
- Hera z Samos, ok. 560 r. p.n.e. – dłuta Charamyesa, obecnie w zbiorach Muzeum Luwru w Paryżu[3].
- Peplofora, ok. 530 r. p.n.e. – dłuta Antenora w Muzeum Akropolu w Atenach[2].
- Kora nadąsana, ok. 490 r. p.n.e. – dłuta Entidikosa w Muzeum Akropolu w Atenach[2].